# Cornelius Steenoven

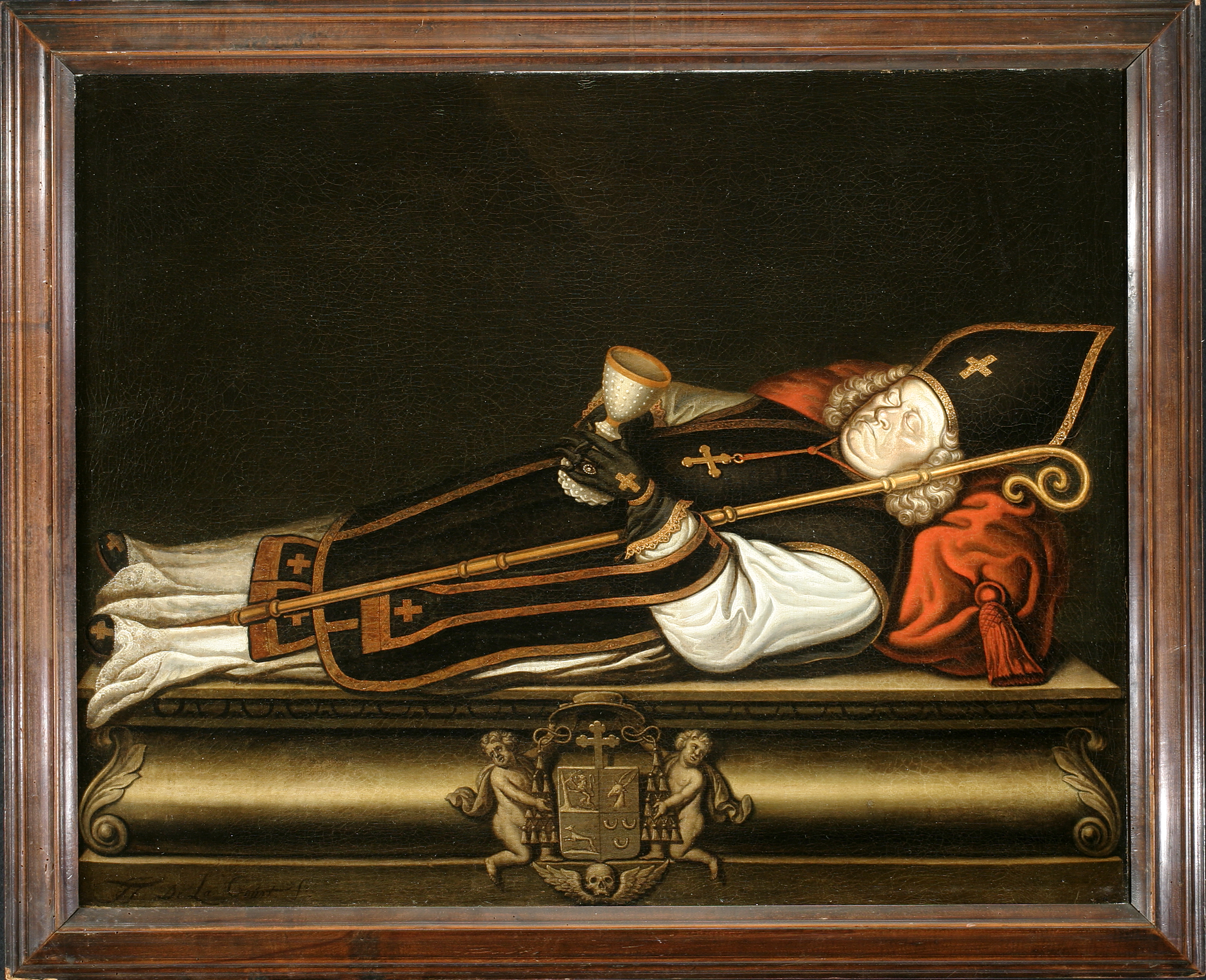
Cornelis Steenoven, Todesporträt

Cornelis (Cornelius) Steenoven (getauft 13. Oktober 1661 in Amsterdam; † 3. April 1725 in Leiden) war ein niederländischer römisch-katholischer Geistlicher, später der erste alt-katholische Erzbischof von Utrecht. Er wird auch als Cornelis Steenoven, Cornelius Steenhoven oder Cornelius van Steenoven aufgeführt.
Steenoven studierte in Löwen und Rom und empfing 1689 die Priesterweihe. Als Pfarrer wirkte er von 1693 bis 1719 in Amersfoort, wo er ein altes Waisenhaus zur Kirche umbauen ließ. Im Anschluss wirkte er von 1719 bis 1723 in Leiden. Bereits ab 1700 war er Kanonikus des Utrechter Domkapitels. Dieses stand seit der Entlassung von Petrus Codde als Apostolischem Vikar im Konflikt mit der Kurie in Rom, wo man keinen neuen Bischof ernennen wollte. Das Kapitel wählte am 27. April 1723 aus eigenem Recht Steenoven, der seit 1719 Vikar des Domkapitels war, zum Erzbischof. Obwohl die Wahl von Rom nicht anerkannt wurde, empfing Steenoven am 14. Oktober 1724 in Amsterdam die Bischofsweihe durch den französischen Missionsbischof Dominique Marie Varlet. Papst Benedikt XIII. verhängte daraufhin den Bann über Steenoven, womit das Utrechter Schisma und in der Folge die „Römisch-katholische Kirche der alt-bischöflichen Klerisei“ (später „Alt-Katholische Kirche der Niederlande“ genannt) entstand.
Steenoven starb sechs Monate nach seiner Bischofsweihe in Leiden und wurde in der alt-katholischen Kirche von Warmond beigesetzt.